# .tj
.tj је највиши Интернет домен државних кодова (ccTLD) за Таџикистан.